# Тикотин, Рэйчел
Рэйчел Тикотин (англ. Rachel Ticotin, род. 1 ноября 1958, Бронкс, Нью-Йорк, США) — американская актриса.

## Биография
Родилась в Нью-Йорке в семье продавца автомобилей русско-еврейского происхождения Абы Тикотина и воспитательницы пуэрториканского происхождения Ирис Торес. В 1974 году в семье родился брат Рейчел — Даниэль Тикотин, ставший позднее известным рок-музыкантом. Рэйчел выросла и училась в школе в Южном Бронксе, известным своей большой пуэрто-риканской общиной. Она также училась в Ballet Hispanico of New York где получила первые уроки хореографии.
Тикотин пришла в кино из балета. Свою карьеру на сцене она начала рано — ещё ребёнком актриса участвовала в независимых театральных проектах, но приняла решение серьёзно заняться балетом и на протяжении нескольких лет работала с лучшими хореографами. В кино актриса дебютировала именно как исполнительница танцевальных номеров, но достаточно быстро стала играть и драматические роли — её дебют в новом амплуа состоялся в 1981 году, в фильме «Форт Апачи», где партнёром Тикотин был Пол Ньюмен.
Была замужем за Дэвидом Карузо и Питером Штраусом (c 1998). Дочь от первого замужества — Грета.

## Избранная фильмография
| Год       |    | Русское название                      | Оригинальное название                   | Роль                    |
| --------- | -- | ------------------------------------- | --------------------------------------- | ----------------------- |
| 1978      | ф  | Король цыган                          | King of the Gypsies                     | цыганка-танцовщица      |
| 1981      | ф  | Форт Апачи, Бронкс                    | Fort Apache, The Bronx                  | Изабелла                |
| 1983      | с  | Во имя любви и чести                  | For Love and Honor                      | капрал Грэйс Павлик     |
| 1986      | ф  | Критическое состояние                 | Critical Condition                      | Рэйчел Этвуд            |
| 1987      | с  | О’Хара                                | Ohara                                   | Тереза Сторм            |
| 1990      | ф  | Вспомнить всё                         | Total Recall                            | Мелина                  |
| 1991      | ф  | Иллюзия убийства 2                    | F/X 2                                   | Ким Брендон             |
| 1991      | ф  | Хороший полицейский                   | One Good Cop                            | Грейс                   |
| 1991      | ф  | Тюремные истории: Женщины за решёткой | Prison Stories: Women on the Inside     | Айрис                   |
| 1992      | ф  | Плыви по течению                      | Where The Day Takes You                 | Лэндерс                 |
| 1993      | ф  | C меня хватит                         | Falling Down                            | детектив Сандра Торес   |
| 1993      | с  | Преступление и наказание              | Crime & Punishment                      | детектив Аннет Рэй      |
| 1994      | мс | Гаргульи                              | Gargoyles                               | Мария Чавез             |
| 1994      | с  | Байки из склепа                       | Tales From The Crypt                    | Лили                    |
| 1995      | ф  | Дон Жуан де Марко                     | Don Juan DeMarco                        | Донна Инес              |
| 1997      | ф  | Турбулентность                        | Turbulence                              | Рэйчел Тапер            |
| 1997      | ф  | Воздушная тюрьма                      | Con Air                                 | охранница Салли Бишоп   |
| 2000      | ф  | Шаманы пустыни                        | Desert Saints                           | Дора                    |
| 2001      | с  | За гранью возможного                  | The Outer Limits                        | Теодора Мэдден "Тедди"  |
| 2001      | ф  | Полное разоблачение                   | Full Disclosure                         | Армити Халк             |
| 2003      | ф  | Любовь по правилам и без              | Something's Gotta Give                  | доктор Мартинес         |
| 2004      | ф  | Гнев                                  | Man on Fire                             | Марианна Гарсия Герреро |
| 2005      | ф  | Джинсы-талисман                       | The Sisterhood of the Traveling Pants   | Марианна                |
| 2005—2006 | с  | Остаться в живых                      | Lost                                    | Тереза Кортес           |
| 2008      | ф  | Джинсы-талисман 2                     | The Sisterhood of the Traveling Pants 2 | Марианна                |
| 2008      | ф  | Глаз                                  | The Eye                                 | Роза Мартинес           |
| 2009      | ф  | Пылающая равнина                      | The Burning Plain                       | Ана                     |
| 2009      | с  | Дурман                                | Weeds                                   | Канделла массажистка    |
| 2020      | ф  | Искусственный интеллект               | Superintelligence                       | директор Тайсон         |